# جاك كونت
جاك كونت (بالإنجليزية: Jack Conte)‏ هو فنان إيقاعي وملحن ويوتيوبي وموسيقي وعازف بيانو ومغن مؤلف وعازف قيثارة أمريكي، ولد في 12 يوليو 1984 في سان فرانسيسكو في الولايات المتحدة.

## وصلات خارجية
- الموقع الرسمي
- جاك كونت على موقع IMDb (الإنجليزية)
- جاك كونت على موقع ميوزك برينز (الإنجليزية)
- جاك كونت على موقع ديسكوغز (الإنجليزية)